# ¡Uno! (album)
Az ¡Uno! a Green Day 2012. szeptemberében megjelent albuma.

## Számok
1. Nuclear Family
2. Stay the Night
3. Carpe Diem
4. Let Yourself Go
5. Kill the DJ
6. Fell for You
7. Loss of Control
8. Troublemaker
9. Angel Blue
10. Sweet 16
11. Rusty James
12. Oh Love